# 신봉길 (외교관)
신봉길 (申鳳吉, 1955.8.25~)은 주인도대사를 지낸 직업 외교관 출신으로 현재 북한대학원대학교 석좌교수로 재직중이다.

## 생애
1955년, 경상북도 의성군 금성면에서 아버지(신달섭), 어머니(조차녀)의 4남 1녀중 넷째로 태어났다. 대구중학교, 경기고등학교, 서울대학교 외교학과를 졸업하고, 1978년 제12회 외무고시에 합격하여 주유엔대표부에서 외교관 생활을 시작했다. 중국, 일본, 인도, 미얀마 등 아시아권에서 오래 근무했다. 주중공사, 주요르단대사, 주인도 특임대사를 지냈다. 2004년 이라크 김선일 사건 당시 외교부 공보관(대변인)으로서 언론의 집중 조명을 받기도 했다.
북한 경수로원전지원기획단 특보로 2002년 북한을 여섯번 방문한 경험은 남북한 통합과 통일문제에 깊은 관심을 갖는 계기가 되었다. 한중일협력사무국(TCS)  초대 사무총장, 국립외교원 외교안보연구소(IFANS)  소장 등 다양한 경험을 거치면서 동북아 문제에 깊이 천착했다. 공직 재직 중 북한대학원대학교에서 석사 및 박사 학위를 받았고 연세대학교 국제학대학원과 한림대에서 한반도국제정치론, 중국외교론, 북한개론 등을 강의했다. '한중일협력의 진화'(2015), '시간이 멈춘 땅 미얀마'(1992) 등의 저서가 있다.
대학재학시절 학교 신문인 '대학신문'의 학생편집장을 지낸 것이 자랑스럽다고 생각하고 있으며 학자외교관(scholar diplomat)으로서의 삶을 꿈꾸고 있다. 현재 북한대학원대학 석좌교수로서 중앙일보에 정기적으로 칼럼( '한반도 평화워치')을 기고하고 있다.

## 경력
- 2023년 1월: 한국외교협회 회장
- 2021년 9월: 북한대학원대학교 석좌교수
- 2018년 1월: 주인도대사
- 2016년 3월: 연세대 국제학대학원 객원교수, 한림대 정치행정학과 객원교수
- 2014년 5월: 국립외교원 외교안보연구소장
- 2011년 5월: 한중일협력사무국(TCS)사무총장
- 2007년 8월: 주요르단왕국대사
- 2004년 8월: 주중공사
- 2003년 6월: 외교통상부 공보관(대변인)
- 2002년 2월: 경수로사업지원기획단 특보
- 1998년 12월: 주샌프란시스코 부총영사
- 1995년 12월: 주중대사관 참사관, 총영사
- 1992년 7월: 외무부 특수정책과장
- 1990년 6월: 주미얀마 참사관
- 1987년 11월: 주일대사관 1등서기관
- 1981년 11월: 주유엔대표부 2등서기관
- 1978년 8월: 외무부 입부
- 1978년 5월: 제12회 외무고시 합격
- 1975년 3월: 서울대 '대학신문' 학생 편집장

## 학력
- 2015년: 북한대학원대학교 박사
- 2012년: 북한대학원대학교 석사
- 1978년: 서울대학교 외교학과 졸업
- 1973년: 경기고등학교 졸업

## 수상
- 2010년: 요르단왕국 최고독립훈장
- 2009년: 홍조근정훈장